# Fernando Campos
Fernando Iván Campos Quiroz (ur. 1 stycznia 1921, zm. 13 września 2004) – piłkarz chilijski grający podczas kariery na pozycji pomocnika.

## Kariera klubowa
Podczas kariery piłkarskiej Fernando Campos występował w Santiago Wanderers i stołecznym CSD Colo-Colo. Z Colo-Colo zdobył mistrzostwo Chile w 1953. Ogółem w barwach Colo-Colo rozegrał 49 meczów, w których zdobył 18 bramek.

## Kariera reprezentacyjna
W reprezentacji Chile Campos zadebiutował 16 grudnia 1947 w zremisowanym 1-1 spotkaniu w Copa América z Argentyną. Ostatni raz w reprezentacji Campos wystąpił 9 kwietnia 1950 w wygranym 2-1 z Urugwajem, w którym zdobył jedną z bramek.
W tym samym roku został powołany przez selekcjonera Arturo Bucciardiego do kadry na mistrzostwa świata w Brazylii, na których był rezerwowym.
Od 1947 do 1950 roku rozegrał w kadrze narodowej 5 spotkań, w których zdobył 3 bramki.